# چهاربرج (آذربایجان غربی)
چهاربرج از شهرهای استان آذربایجان غربی در ایران است. این شهر مرکز شهرستان چهاربرج می‌باشد که نقطه مرزی بین دو استان آذربایجان غربی و آذربایجان شرقی به حساب می‌آید، به گونه‌ای که از شرق و شمال با شهرهای ملکان و بناب و از جنوب با شهر میاندوآب همجوار است.
تا قبل از سال ۱۴۰۰ چهاربرج مرکز بخش مرحمت آباد بوده که پیش از انقلاب اسلامی از توابع شهرستان مراغه بوده و پس از آن در تقسیمات کشوری از توابع شهرستان میاندوآب محسوب می‌شد و هم‌اکنون مرکز شهرستان چهاربرج به‌شمار می‌آید.
شهر چهاربرج دارای فروشگاه‌های لوازم خانگی متعدد می‌باشد و قطب لوازم خانگی و عمده فروشی که اکثراً از پیرانشهر و بانه و مرز سرو ترکیه می‌آیند پررونق است و گردشگران زیادی هر ساله به قصد خرید به این شهر می‌آیند. زبان اهالی این شهر ترکی آذربایجانی است. در جلد چهارم کتاب «فرهنگ جغرافیائی ایران (آبادیها)» نیز زبان مردم چهاربرج، ترکی آذربایجانی مذهب آن‌ها شیعه ذکر شده است.
از مناطق دیدنی بخش چهاربرج، می‌توان به امامزاده تاج الدین علی و منطقهٔ شامات اشاره کرد.

## تاریخچه
منطقه مرحمت آباد به مرکزیت شهر چهاربرج در جنوب آذربایجان غربی واقع شده است و از حدود ۱۵۰ سال پیش ناصر الدین شاه عایدات جلگه شمالی میاندوآب را به نوه دختری خویش به نام مرحمت واگذار کرد. از آن پس جلگه شمالی میاندوآب به منطقه مرحمت آباد معروف و نامگذاری شد.
سابقه تاریخی شهر چهاربرج به هزاران سال قبل بر می‌گردد و طبق ادبیات سینه به سینه به زمان هلاکو خان حاکم در مراغه می‌رسد، که با توجه به شرایط آب و هوایی و جغرافیایی از جمله: دریاچه ارومیه، جنگل‌های چند صد کیلومتری معروف به شامات، شکارگاه مناسب و محل نگهداری اسب و گوسفند و غیره است. این منطقه محل احشام حکومتی محسوب می‌شده و وجود شکار و امکانات دیگر حیاتی باعث مهاجرت مردم از سایر مناطق و رونق سکونت در این منطقه شد و با گذشت زمان به شکل و بافت امروزی تبدیل شد. البته آثار تاریخی و زیر خاکی از جمله کوزه‌های سفالی و غیره بدست آمده از منطقه حاکی از سابقه تاریخی حتی قبل از هلاکوخان است.

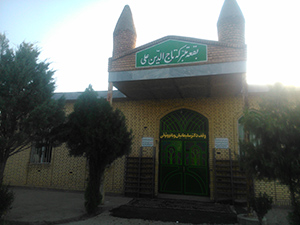
مقبره تاج‌الدّین علی چهاربرج

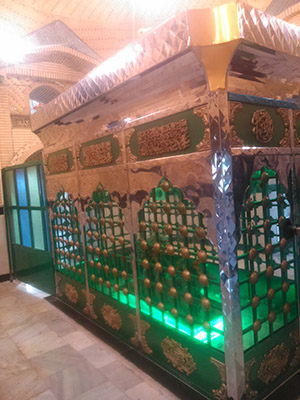
مقبره تاج‌الدّین علی چهاربرج

و هم چنین چندین روستا که سالیان خیلی پیش در اثر بلایای طبیعی و غیره ازبین رفته است و آثار به جای مانده از آن‌ها، و نشانه‌های حیات و زندگی در آن مخروبه‌ها که هم نام روستاهای امروزی بودند در منطقه آثار آنها بر جای مانده‌است.
حکایت دیگر اینکه: منطقه چهاربرج اردوگاه قوم مغول و لشکرگاه بوده و دور تا دور منطقه حصار کشیده بود و چهار تا برج و قلعه محکم، در چهار گوشه منطقه به عنوان برج مراقبت برای نگهبانی وجود داشت که اثر دو تا ازآنها به نام‌های تپه بزرگ چهاربرج و تپهٔ فیروزآباد تاکنون باقی است. همچنین بناهای تاریخی و زیارتی موجود در منطقه برای گویا ساختن قدمت تاریخی شهر چهاربرج و شناخت دقیق تر منطقه قابل توجه است.
این شهر در خرداد ۱۳۷۵ از روستا تبدیل به شهر شده‌است
در ادامه گزارشی از تاریخ و جمعیت شهر چهاربرج ارائه می‌شود :
- در کتاب سفرنامه مراغه نوشته شده در سال ۱۲۹۷ قمری (حدود سال ۱۲۵۷ شمسی) از حمله کردهای مهاباد به مرحمت آباد و چهاربرج و قتل و غارت هزاران نفر خاطراتی گزارش شده‌است.
- در کتاب مرآة البلدان اعتماد السلطنه (ج۴ ص۱۹۱۹) نوشته شده در سال ۱۲۹۴ شمسی، از چهاربرج نام برده و هر یک از قریه جدید و قدیم را دارای چهل یا پنجاه خانوار سکنه دانسته است.

## جمعیت
بنابر سرشماری مرکز آمار ایران در سال ۱۳۹۵، جمعیت این شهر برابر ۹٬۴۰۶ نفر (۲٬۷۹۳ خانوار) بوده‌است. 

## جغرافیا
این شهر در ۲۵ کیلومتری میاندوآب قرار دارد و از یک سو مرز بین آذربایجان شرقی و آذربایجان غربی است. این شهر از شمال به روستای قپچاق و از جنوب به روستای فیروزآباد (چره جلی) ختم می‌شود. 